# Rhopalodes subrufata
Rhopalodes subrufata är en fjärilsart som beskrevs av Paul Dognin 1913. Rhopalodes subrufata ingår i släktet Rhopalodes och familjen mätare. Inga underarter finns listade.